# Eriovixia palawanensis
Eriovixia palawanensis (Barrion & Litsinger, 1995) è un ragno appartenente alla famiglia Araneidae.

## Etimologia
Il nome della specie deriva dall'isola filippina di rinvenimento: Palawan e dal suffisso -ensis che ne indica l'appartenenza

## Caratteristiche
L'olotipo maschile rinvenuto ha dimensioni: cefalotorace lungo 1,70mm, largo 1,60mm; opistosoma lungo 1,95mm, largo 1,60mm.

## Distribuzione
La specie è stata rinvenuta in India e nelle Filippine: la località filippina è Narra, nella provincia di Palawan.

## Tassonomia
Al 2014 non sono note sottospecie e dal 2011 non sono stati esaminati nuovi esemplari.